# Сафаров, Юсиф Алигулу оглы
Юсиф Алигулу оглы Сафаров (азерб. Yusif Əliqulu oğlu Səfərov; 1907, Шемахы или Ашхабад — 1963, Баку) — азербайджанский советский инженер-нефтяник, Заслуженный инженер Азербайджанской ССР (1960), один из основоположников морского бурения, дважды лауреат Сталинской премии (1946, 1951), депутат Верховного Совета Азербайджанской ССР (5-го созыва).
Работал на различных должностях в нефтяной промышленности. Исследования Сафарова посвящены бурению морских нефтяных скважин, проблемам турбинного бурения и бурения электробуром. Юсиф Сафаров принимал участие в открытии и освоении морских нефтяных месторождений, в разработке и подготовке индивидуальных морских оснований (МОС).
Награждён тремя орденами и медалями. Именем Юсифа Сафарова названа одна из улиц города Баку и дизельно-электрическое судно «Юс. Сафаров».

## Биография

### Ранние годы. Начало трудовой деятельности
Юсиф Алигулу оглы Сафаров родился 15 октября 1907 года в городе Шемахы (по другой версии — в Ашхабаде) в семье крупного предпринимателя Алигулу Сафарова, занимавшегося в основном продажей изысканных свечей, и Мина Солтан. Со временем в семье появились шестеро детей (три сына и три дочери). Старший — Баба Сафаров — погиб на фронте Великой Отечественной войны. Другой брат Юсифа Сулейман стал впоследствии представителем газеты «Правда» в Азербайджане. Сёстры Туба ханум и Судаба стали врачами, а Сабия — архитектором.
Окончив школу, Юсиф поступает на нефтепромысловый факультет Азербайджанского индустриального института, которую оканчивает в 1931 году и по распределению попадает в разведочную контору в Лок-Батане. Первая же пробурённая под его руководством скважина даёт нефть. Спустя два года разведочная контора, возглавляемая Юсифом Сафаровым, бурит скважину № 45, которая даёт мощный напор нефти. В канун нового 1936 года в газете «Заря Востока» выходит статья со следующим текстом:
Была одна разведочная буровая (в Лок-Батане – Р.А.), а через пять лет вырос лес вышек. Была пустынная равнина вокруг грязевого вулкана Лок-Батан, а сегодня здесь бьёт ключом жизнь молодого промысла с ежесуточной добычей нефти около 4000 тонн. Работа, учёба, вся жизнь инженера Юсифа Сафарова тесно связана с жизнью этого промысла.
К 1937 году Юсиф Сафаров становится директором бурового треста «Гарачухур», а с 1940 по 1941 был директором треста «Сталиннефть».

### Нововведения Сафарова
К началу Великой Отечественной войны Юсиф Сафаров возглавлял отдел бурения в объединении «Азнефтекомбинат» (1941—1945). В 1941 году прогрессивные методы работы Сафарова создали возможность пробурить впервые в Азербайджане наклонно-направленную скважину № 1385 из бухты Ильича под ЦЭС имени Красина.

Юсиф Сафаров в годы Великой Отечественной войны

В 1943 году становится членом КПСС. А в 1944 году Юсиф Сафаров защищает кандидатскую диссертацию на тему «Глубокое бурение на море». В этой своей работе Сафаров писал, что «вопросами разработки недр в открытом море следует заняться безотлагательно». Впоследствии публикуется ряд научных книг Сафарова, среди которых «Строительство нефтяных и газовых скважин на море», «Турбинное бурение», «Глинистые растворы в бурении», «Электрооборудование для бурения скважин на море», «Электробурение» и др.
Юсиф Сафаров имел воинское звание инженера-капитана запаса, был награждён медалями «За оборону Кавказа» и «За победу над Германией в Великой Отечественной войне 1941-1945 гг.». В 1944 году был награждён орденом «Знак Почёта».
В 1945 году создаётся Специальный трест по разведочно-бурильным работам в море, руководство которым доверяют Юсифу Сафарову. С целью внедрения в производство современного оборудования Сафарова командируют в Германию, откуда он привозит несколько эшелонов передового трофейного нефтяного оборудования. Комендант города Берлина, маршал Г. К. Жуков лично дал разрешение на вывоз из Германии этой техники. В 1946 году Сафаров разрабатывает новый метод бурения, который впервые позволяет пробурить турбинным способом самую глубокую по тем временам скважину (4000 м). В этом же году главный инженер треста морского бурения Азнефти Юсиф Сафаров за разработку конструкции и методов скоростного строительства вышек для бурения нефтяных скважин на суше и на море был удостоен Сталинской премии третьей степени.
В 1949 году, в соответствии с Постановлением Совета Министров СССР от 31 октября «О развитии морской нефтедобычи на Каспии» в Баку создаётся крупнейшее нефтяное объединение «Азморнефть», а Сафаров назначается заместителем начальника этого объединения по буровым работам. В этом же году Юсиф Сафаров в соавторстве с Сабитом Оруджевым разрабатывает крупноблочное индивидуальное морское основание (МОС) для бурения скважин на море, что давало возможность в будущем осваивать новые месторождения на дне Каспийского моря. Затем появляются модернизированные варианты этой конструкции: МОС-1, МОС-2 и МОС-3. Подобное нововведение получает в дальнейшем широкое распространение, и аналогичные конструкции-эстакады строятся в таких районах, как «Гюрганы-море», «Банка Дарвина», о. Жилой (Чилов), Нефтяные Камни, «Грязевая Сопка», «Сангачалы море», «Гарадаг море» и т. д.

### Освоение Нефтяных Камней

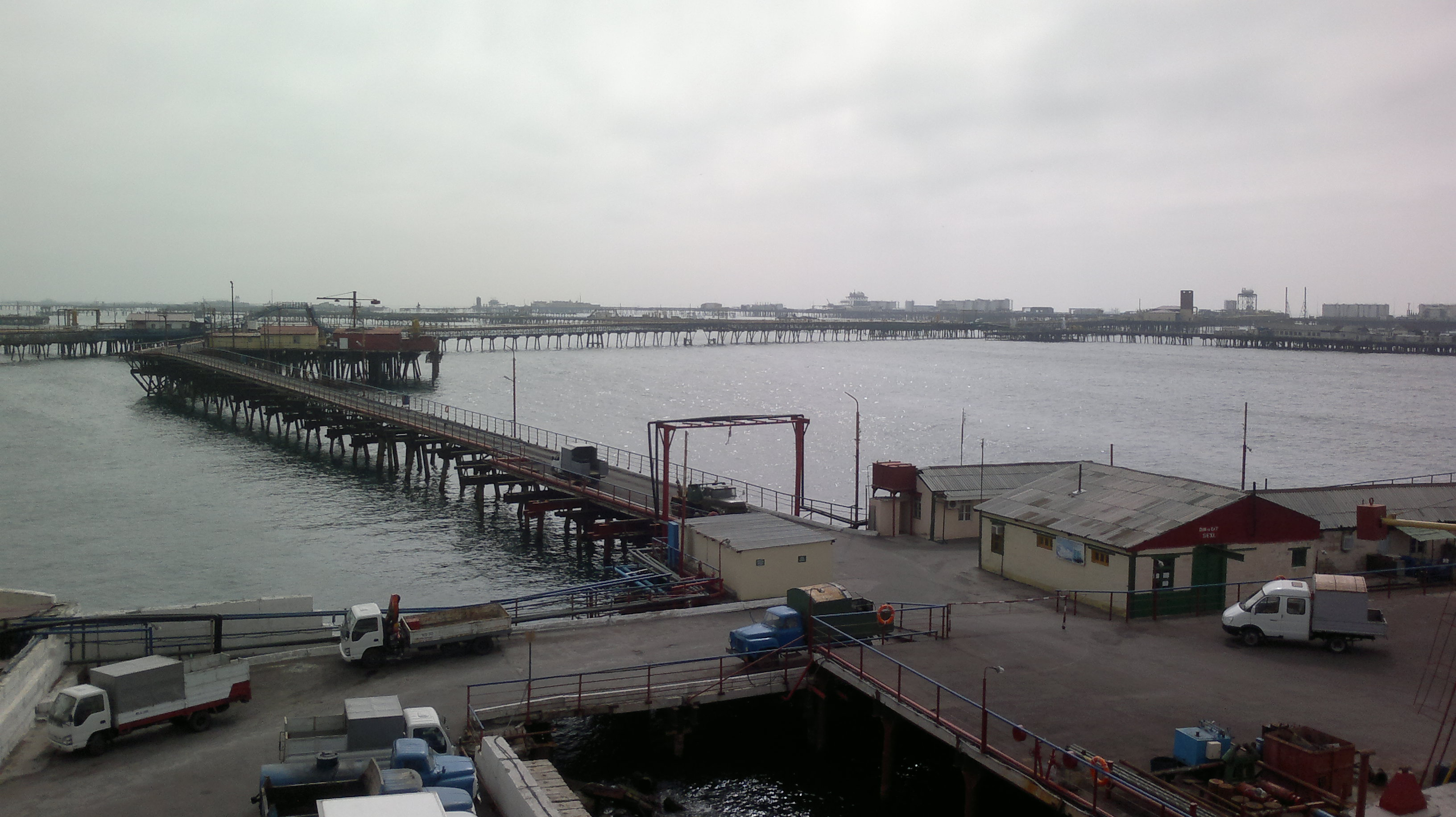
Эстакады на Нефтяных Камнях в наши дни

В 1946 году начинаются сложнейшие поисковые исследования в районе малоизвестных на тот период Нефтяных Камней. 14 ноября 1948 года на скалистую группу островков высадилась группа учёных: геолог Ага Гурбан оглы Алиев, специалист по буровым работам Юсиф Сафаров и начальник созданного в 1947 году объединения «Азнефтеразведка» Сабит Оруджев. Здесь ими была создана первая буровая установка. Уже 7 ноября 1949 года скважина № 1 на месторождении дала мощный фонтан нефти. Таким образом, впервые в мировой истории в открытом море была пробурена скважина и открыто нефтяное месторождение. Память об этом событии вместе с именами Алиева и Сафарова увековечена на мемориальной доске, находящейся в Хьюстонском музее нефти.
В 1951 году группе специалистов-нефтяников за открытие и освоение морских нефтяных месторождений присуждается Сталинская премия первой степени. Таким образом, Юсиф Сафаров уже второй раз была удостоен этой правительственной награды.

### Репрессия и дальнейшая деятельность
По воспоминаниям дочери Юсифа Сафарова музыковеда Земфиры Сафаровой, в 1952 году, когда Сафаров занимал должность заместителя генерального директора по буровым работам «Азморнефти», на одном из банкетов он не присоединился к здравице в честь тогдашнего руководителя республики Мир Джафара Багирова. В итоге против Сафарова было сфабриковано следственное дело, его освободили от занимаемой должности и сослали в Сибирь. Там он возглавил Борисовскую нефтеразведку (1952—1953). Здесь, в Кемеровской области, под руководством Юсифа Сафарова открываются несколько месторождений.

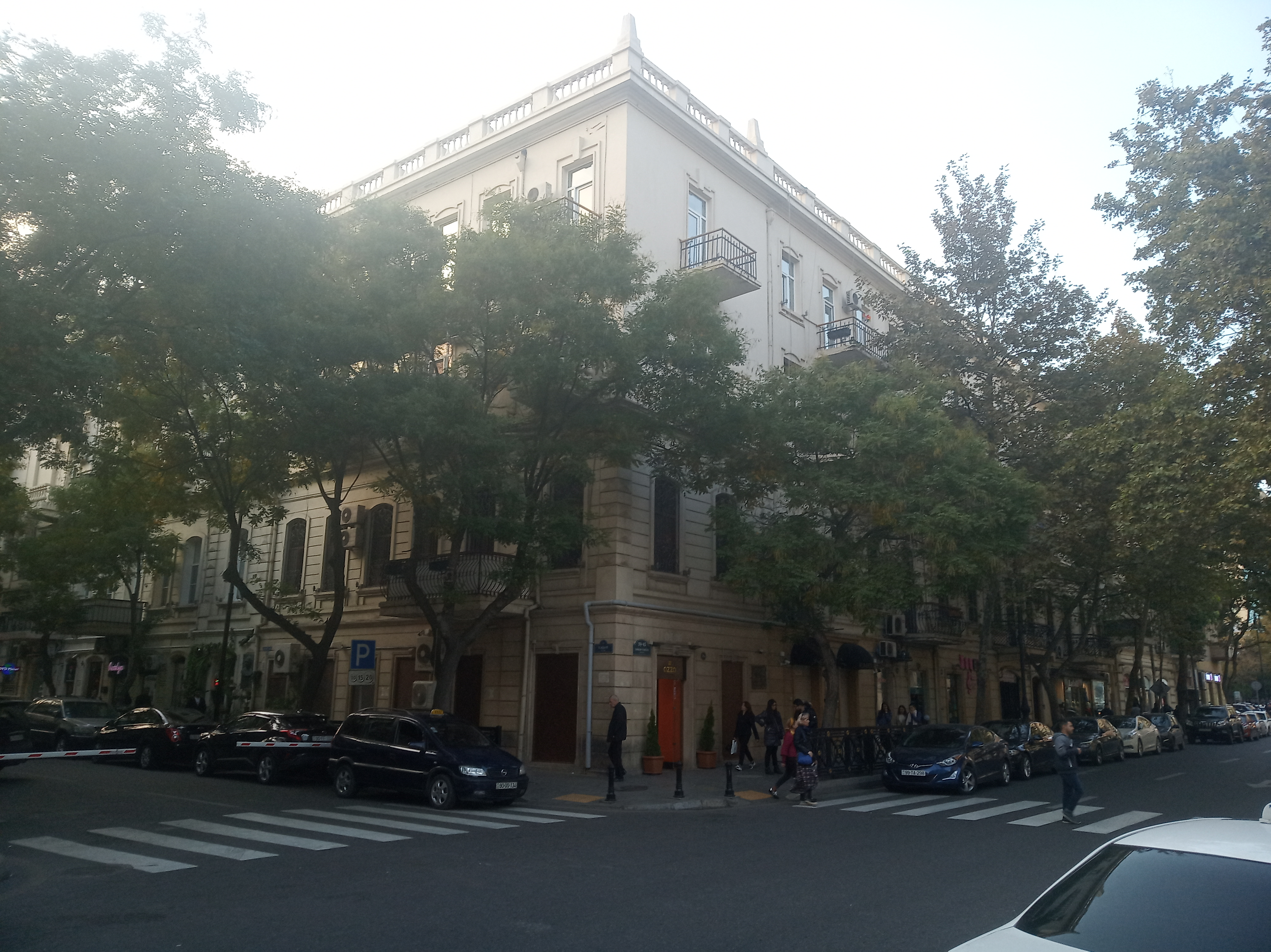
Дом в Баку (улица Хагани, 15), где проживал Юсиф Сафаров

Через год — после смерти Сталина и ареста Багирова — Сафаров возвращается на Родину. Несмотря на то, что Юсифу Сафарову было предложено выступить в качестве свидетеля в судебном процессе над Мир Джафаром Багировым, тот отказывается, заявив, что «упавшего и без того будут многие пинать».
В сентябре 1953 года Юсиф Сафаров возглавил Экспериментальную контору электробурения, На 20-м участке Сафаров создаёт необходимую инфраструктуру: мощную электромеханическую базу, здание конторы бурения, стендовую буровую и др. Помимо этого Сафаров был доцентом кафедры «Бурение нефтяных и газовых скважин» АзИИ. В 1959 году Сафаров был награждён орденом Трудового Красного Знамени. В 1960 году он удостаивается почётного звания Заслуженного инженера Азербайджанской ССР. В 1961 году Юсиф Сафаров становится руководителем лабораторией новых методов бурения в институте «АзНИИбурнефть».
Позднее Юсиф Сафаров получает приглашение из Грузии принять участие в научной конференции, а также с группой специалистов проконсультировать процесс монтажа телевизионной вышки в Тбилиси. В поезде Саафров уступает нижнюю полку женщине с ребёнком, но в результате резкого торможения поезда Сафаров получает серьёзную травму, в результате которой наступает паралич. А 30 декабря 1963 года Юсиф Сафаров скончался от неудачно проведённой операции по удалению аппендикса в Бакинской больнице нефтяников.

## Некоторые труды
- Новый способ приготовления танната.—«Рабочий нефтяник». 1940. IX, № 9. с. 21
- Глинистые растворы в бурении. Баку-Москва. Азгостоптехиздат. 1941.
- Глубокое бурение на море. Азнефтеиздат. Баку, 1943.
- Бурение нефтяных скважин. Баку, 1947 (совместно с С. Кулиевым).
- Развитие бурения в Азербайджане за 30 лет советской власти. Азербайдж. нефт. хоз-во, 1950, № 4, с. 5-8 (совместно с С. Кулиевым).
- Использовать опыт мастера Шарифа Фаткулиева. [Бурение скважин без применения утяжелителей]. Азербайдж. нефт. хоз-во, 1951, № 11, с. 3-4.
- К вопросу о внедрении секционных трубобуров. Азербайдж. нефт. хоз-во, 1955, № 6 (совместно с Я. М. Василевским).
- Строительство нефтяных скважин на море. Баку, 1956 (совместно с др.).
- Электробурение. Азнефтеиздат, 1957 (совместно с А. Б. Фрадкиным).
- Электробурение. Баку, 1958 (совместно с др.).
- Бурение промышленной скважины с применением аэрированного глинистого раствора // Азербайджанское нефтяное хозяйство. — 1963. — № 8. — С. 18-19. (совместно с Э. Х. Мехтиевым)

## Семья
Юсиф Сафаров был женат на Джаваир Фиридунбейли, которая до замужества пела в хоре, созданном азербайджанским композитором и педагогом Узеиром Гаджибековым, который даже посвятил своей ученице песню «Гарагёз» («Черноокая»). После замужества Джаваир покинула сцену, посвятив себя семье. Тем не менее она окончила Институт иностранных языков и, хорошо владея английским, старалась приобщить к изучению английского сначала своих детей и внуков.
У Сафаровых было трое детей: дочери Эльмира и Земфира, и сын Чингиз. Дочери стали заниматься музыкой, в доме было даже два музыкальных инструмента — пианино «Красный Октябрь» и рояль «Беккер». В итоге обе девочки окончили Бакинскую консерваторию. Эльмира Сафарова впоследствии стала профессором консерватории, педагогом, ей было присвоено звание Заслуженного деятеля искусств. Земфира Сафарова стала учёным-музыковедом, членом-корреспондентом Национальной академии наук Азербайджана, заслуженным деятелем искусств и заслуженным деятелем науки.
Младший же сын Чингиз Сафаров, с 15 лет работал в нефтяном бурении, окончил Институт нефти и химии по специальности «горный инженер по бурению», возглавлял МУБР со СТС и принимал активное участие в открытии таких крупных нефтяных месторождений, как «Чираг», «Азери», «Кяпаз».

## Память
- Имя Юсифа Сафарова носит одна из центральных улиц города Баку.
- Именем Юсифа Сафарова было названо дизельно-электрическое судно[2].
- На стене дома в Баку, в котором жил Юсиф Сафаров, установлена мемориальная доска с изображением учёного.
- В Зале славы Хьюстонского Музейно-просветительского и образовательного центра «Ocean Star»[англ.] имеется мемориальная доска, посвящённая Юсифу Сафарову и Ага Алиеву[4].

Мемориальная доска на стене дома в Баку, в котором жил Юсиф Сафаров
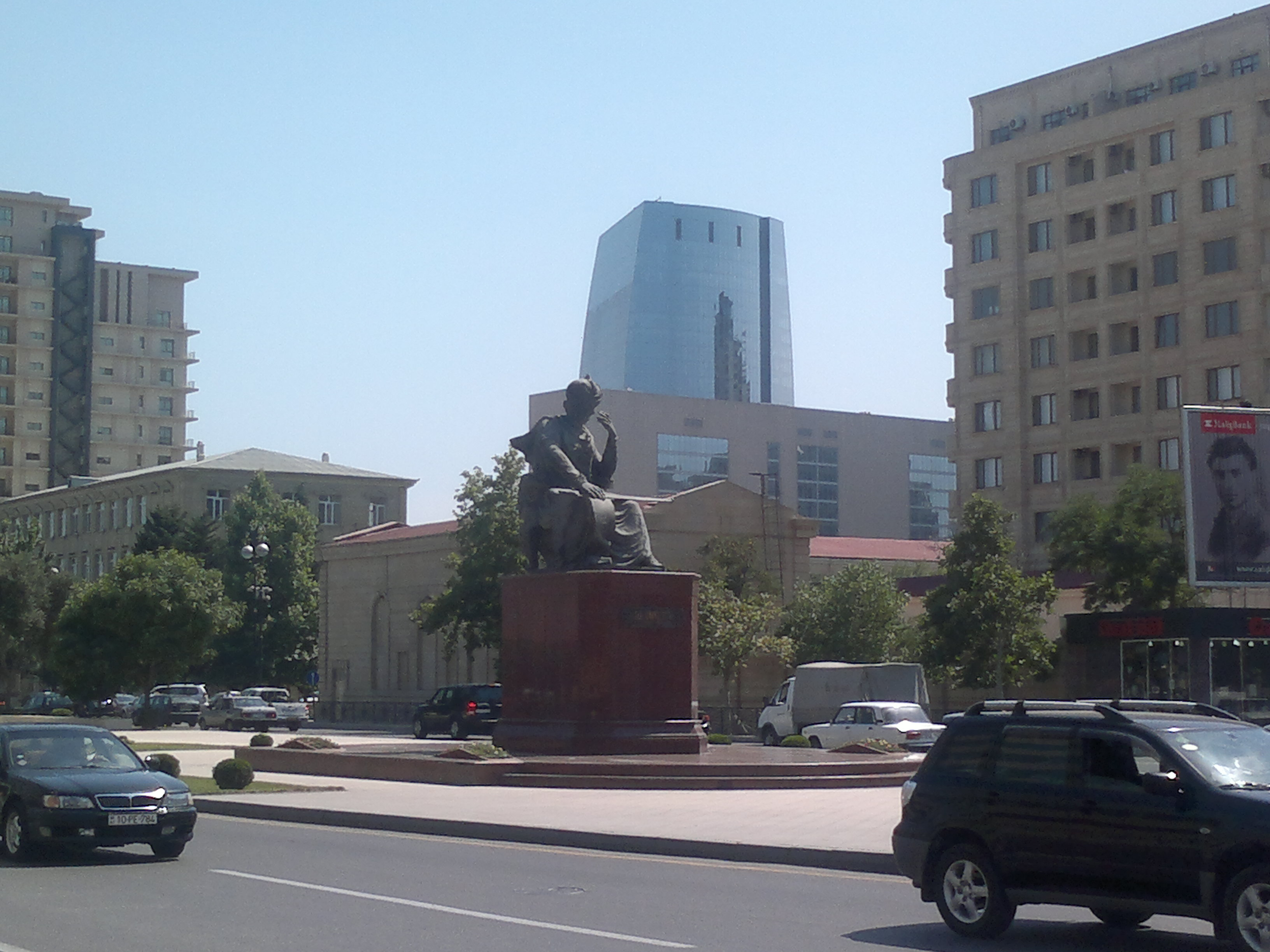
Улица Юсифа Сафарова в Баку